# Atmetochilus atriceps
Espèce
Atmetochilus atriceps est une espèce d'araignées mygalomorphes de la famille des Bemmeridae.

## Distribution
Cette espèce est endémique de la région de Tanintharyi en Birmanie,.

## Description
La femelle holotype mesure 21 mm.

## Publication originale
- Pocock, 1900 : The fauna of British India, including Ceylon and Burma. Arachnida. London, p. 1-279 (texte intégral).